# Hänt.se
Hänt.se, eller bara Hänt, är en nyhetssajt känd för bland annat för nyheter om nöje och kändisar. Hänt.se ägs av Aller Media. Ansvarig utgivare och chefredaktör är Tobias Wixtröm.
Hänt.se är en del av "Hänt-gruppen", som består av Hänt.se, Hänt i Veckan, Hänt Extra, Veckans Nu och TV-guiden. 2019 vann Hänt Årets Digitala Tidskrift Populärpress på Tidskriftspriset. Nyhetssajten hade en period betalvägg, men denna togs bort 2022. Hösten 2022 utökade Hänt till att även bevaka aktuella händelser, politik, brott, sport och människoöden.